# Chirostoma aculeatum
Chirostoma aculeatum är en fiskart som beskrevs av Barbour, 1973. Chirostoma aculeatum ingår i släktet Chirostoma och familjen Atherinopsidae. Inga underarter finns listade i Catalogue of Life.